# 漪然
漪然（1977年4月2日—2015年9月27日），原名戴永安，生于中国安徽省芜湖市。儿童文学作家、翻译家，儿童阅读推广人，公益儿童阅读推广组织——小书房世界儿童文学网 （页面存档备份，存于）创始人。

## 生平
四岁时因意外致残，之后一直未能上学。八岁开始自学，十四岁开始从事专业写作。
18岁那年，她将自己的第一本儿童散文诗集《四季短笛》翻译成英文发表，被美国密西根州一位小学老师作为教材授课。
2004年，出于对儿童文学的热爱和早期阅读对自己成长过程的影响，漪然创建了中国最早的公益性儿童文学网站之一“小书房世界儿童文学网 （页面存档备份，存于）”，简称“小书房”。
2007年，漪然发起了建立线下实体“公益小书房”的倡议，倡导在线下建立为孩子们提供免费阅读服务的公共场馆。漪然为这个活动起了一个口号：阅读童年，收获梦想。她说：“小时候，我有一个梦想，想要一个满是阳光的玻璃屋，屋里的墙壁就是书架，书架上放满了数不清的童话书。而现在，我有了一个更大的梦想，想要建立一个小书房基金会，让免费的童书阅读可以一直进行到底，让小书房能够成为每一个孩子的童话玻璃屋。”
2015年，公益小书房获得“2015年度阅读改变中国”年度致敬机构。
目前，公益小书房的线下阅读推广站遍布全国十几个城市，志愿者近千人。
2015年9月27日，漪然因医治无效在杭州市一医院城北分院逝世，享年三十八岁。

## 代表作（页面存档备份，存于）
- 2004年，原创童话《小灰熊的红灯笼》荣获《东方少年》文学大奖赛童话作品成人组三等奖；
- 2005年，翻译出版《莎士比亚经典戏剧》；
- 2006年，策划并翻译出版《小书房儿童文学译丛》，该套丛书被中宣部、文化部等九部委团体联合主办的知识工程所属“2006知识工程推荐书目”收录并推荐；
- 2007年，翻译出版17万字的保加利亚长篇幻想文学巨著《鬼怪森林》，漪然因此被保加利亚童话大师恩维称为“来自大洋彼岸的天使”；
- 2007年，原创童话《忘忧公主》入围新闻出版总署“三个一百”；
- 2007年，翻译出版《月亮的味道》，荣获《中华读书报》年度十佳称号；
- 2008年，翻译出版《暖暖心》（第一辑）和《嘻哈农场》，荣获2008年冰心童书奖。
- 2016年，遗作《心弦奏响的一刻》出版。[3]
- 2018年，遗作《记忆盒子》出版。[4]
- 2022年，根据漪然童话遗作创作的绘本《月亮和小鱼》出版。[5]

## 外部連結
- 小书房世界儿童文学网 （页面存档备份，存于）
- 漪然，生命的涟漪如此璀璨 （页面存档备份，存于）
- 一个梦想与一个时代（页面存档备份，存于）
- 这位已离世七年的天才作家，给中国童书留下了怎样的遗产？（页面存档备份，存于）
- 留在这个广大的世界上，寻找一个孩子的微笑（页面存档备份，存于）

1. ↑  .   [2023-10-16]. （原始内容存档于2021-06-20）.
2. ↑  .   [2023-10-16]. （原始内容存档于2023-12-03）.
3. ↑  漪然. . 2016年  [2023-10-16]. ISBN 9787550285354. （原始内容存档于2023-10-16）.
4. ↑  漪然. . 2018年  [2023-10-16]. ISBN 9787548931843. （原始内容存档于2023-10-16）.
5. ↑  漪然; 【韩】洪淳美. . 接力出版社. 2022年  [2023-10-16]. ISBN 9787544876148. （原始内容存档于2023-10-16）.